# Sesenheimer Lieder
Die Sesenheimer Lieder sind eine Sammlung von Gedichten, die teils von Johann Wolfgang von Goethe stammen und entstanden, während er 1770/71 in Straßburg und im elsässischen Sessenheim im Haus des Pfarrers Brion zu Besuch kam. Zum Teil wurden sie um und nach 1772 von Jakob Michael Reinhold Lenz in nachahmender Begeisterung ergänzt.

## Entstehung und literarische Einordnung

### Sessenheim im Elsass
Zusammen mit dem Begriff Volkslied, der auf Johann Gottfried Herder zurückgeht, kann man auf das populäre Kunstlied verweisen, das sich vielfach von dem ersteren anregen ließ. Goethe traf Herder in seiner Straßburger Zeit vom April 1770 bis zum August 1771 und ließ sich von Herder für das Volkslied begeistern (vergleiche dazu auch zu Volksballade). In dieser Zeit kam Goethe seit Oktober 1770 mehrfach nach Sessenheim im Unterelsaß, etwa 40 km nordöstlich von Straßburg. Dort traf er auf eine seiner großen Jugendlieben die Pfarrerstochter Friederike Brion, die damals 18 Jahre alt war (er war 21). Ihr widmete Goethe mehrere Gedichte bzw. diese sind von jener Liebesbeziehung angeregt worden. Zum Teil entstammen sie Briefen an Friederike, und praktisch alle Texte liegen in verschiedenen, von Goethe später mehrmals überarbeiteten Fassungen vor. Sie sind ein prominentes Zeugnis der literarischen Epoche des Sturm und Drang und orientieren sich im Stil zum Teil am Volkslied.

### Goethes Hauptanteil an den „Sesenheimer Liedern“
Goethe übernahm selbst davon die folgenden drei Gedichte in seine „Schriften“ und Werkausgaben: [Titel] „Mit einem gemalten Band“ ([Anfang] „Kleine Blumen, kleine Blätter ...“), „Willkommen und Abschied“ („Es schlug mein Herz ...“), „Mailied“ („Wie herrlich leuchtet mir die Natur ...“). Auch das „Heidenröslein“ („Sah ein Knab ein Röslein stehn ...“) entstand in dieser Zeit (und erinnert inhaltlich fatal an Goethes Beziehung zu Friederike). Dieses berühmte Gedicht wurde mit der Melodie von Franz Schubert zu einem der bekanntesten deutschen Kunstlieder überhaupt.

### Goethe und Friederike Brion
Die Dokumente über Goethes Liebe zu Friederike und über seine Gedichte aus dieser Zeit sind spärlich. Goethe brach die Verbindung 1771 durch seine plötzliche Rückreise nach Frankfurt ab; er verarbeitete vielleicht seine eigene Problematik teilweise im Gretchen-Stoff des „Faust“ und in anderen Werken. Die meisten der angeblich etwa dreißig Briefe, die Goethe an Friederike schrieb, wurden später von Friederikes Schwester Sophie verbrannt. Goethe selbst äußert sich nur vage. In seinem autobiographischen Werk Aus meinem Leben. Dichtung und Wahrheit beschreibt er im zehnten und im elften Buch des dritten Teils die Zeit mit Friederike, und dann steht dort (3. Teil, 11. Buch), er habe „unversehens die Lust, zu dichten“ gehabt. „Ich legte für Friederike manche Lieder bekannten Melodien unter. Sie hätten ein artiges Bändchen gegeben; wenige davon sind übrig geblieben, man wird sie leicht aus meinen übrigen herausfinden.“ Und: „Gemalte Bänder waren damals erst Mode geworden; ich malte ihr gleich ein paar Stücke und sendete sie mit einem kleinen Gedicht voraus ...“ Zum Beispiel der hervorragende Goethe-Kenner Erich Schmidt (1853–1913) schloss daraus in seiner Ausgabe von Goethes Werken auf die drei oben genannten Gedichte. War das wirklich alles?

### Lenz
Die unsicheren Zeugnisse gaben früh Anlass zu Spekulationen, die auch durch das damit fast tragisch verwobene Schicksal des Dichters Lenz genährt wurden. Jakob Michael Reinhold Lenz, 1751 im Livland geboren (und 1792 in Moskau gestorben), begleitete Adelige auf einer Reise und traf Goethe in Straßburg 1771. In seiner Verehrung für den kaum älteren Dichter verliebte er sich im Sommer 1772 (ein Jahr nach Goethes Abreise) in Friederike in Sessenheim (wurde aber abgewiesen). Er folgte Goethe ebenso nach Weimar, wurde auch dort schließlich abgewiesen und kehrte an den Rhein zurück. 1779 zeigten sich erste Anzeichen einer Geistesstörung, und er kehrte nach Livland zurück. Nach vielen Reisen starb er „im größten Elend“ in Moskau, während er in Straßburg um 1775 dagegen als genialer Dichter gefeiert wurde (u. a. für das Drama „Der Hofmeister“ 1774; bearbeitet von Bert Brecht, 1950).

### Lenz oder Goethe? GoetheundLenz
Als Gedichte von Lenz aus der Sessenheimer Zeit gelten auf jeden Fall „Wo bist du itzt, mein unvergeßlich Mädchen ...“, Juni 1772 („Kruse-Abschrift“ [siehe unten] Nr. 3), in dem Lenz sich deutlich auf Friederike bezieht. Gleiches gilt für „Ach bist du fort? aus welchen güldnen Träumen ...“, ebenfalls Juni 1772 (Kruse-Abschrift Nr. 4), wohl auch für „Freundin aus der Wolke“ („Wo, du Reuter meinst du hin? ...“), zwischen 1772 und 1775 (nicht bei Kruse). Bleiben andere Gedichte wie „Erwache Friedericke, vertreib die Nacht ...“ (Kruse-Abschrift Nr. 1; hier stammen vielleicht einige Verse von Goethe, einige von Lenz), „Jetzt fühlt der Engel, was ich fühle ...“ (Kruse-Abschrift Nr. 2; „aus Friederikens Nachlass“, gedruckt 1838 im „Deutschen Musenalmanach“; wird Goethe zugerechnet) und „Balde seh ich Rickchen wieder ...“ (Kruse-Abschrift Nr. 8; wird Goethe zugeschrieben).

### Das sogenannte „Sesenheimer Liederbuch“
Lenz wurde auch Verehrer von Goethes verheirateter Schwester Cornelia Schlosser in Emmendingen bei Freiburg (über die er ebenfalls dichtete). Mehrfach kehrte er nach Sessenheim zurück und suchte nach Manuskripten von Goethe; was er nicht fand, ergänzte und „vollendete“ er. Lenz ist somit der begeisterte Schöpfer weiterer Sesenheimer Lieder, die er im Stil von Goethes Texten derart erweiterte, dass man daraufhin fälschlicherweise alle elf Gedichte Goethe zuschrieb. – Lenz starb 1792, Friederike 1813, Goethe 1832. 1841 veröffentlichte Freimund Pfeiffer „Goethe’s Friederike“ mit dem angeblichen „Sesenheimer Liederbuch“ als Anhang. Es ist Lenz gegenüber und im Sinne seiner Zeit jedoch ungerecht, einfach von einer „Fälschung“ zu sprechen; J. Leyser nannte es 1871 eine „geschickte Mystification“.
Bereits ein Jahr nach Pfeiffer erschien 1842 die Korrektur des Straßburger Schriftstellers August Stöber. Bereits 1835 versuchte der junge Student Heinrich Kruse (unter der Anleitung des klassischen Philologen August Ferdinand Naeke, 1788–1838) mit fast kriminalistischem Gespür das Geheimnis zu entschleiern. In der Germanistik blieb das umstritten.

### Lenz und Goethes „Volkslieder aus dem Elsaß“
Der Anteil von Lenz und Goethe an den Sesenheimer Liedern ist im Laufe der Zeit unterschiedlich beurteilt worden; letzte Klarheit darüber wird es kaum geben. Man hält sich in der Regel an die, welche Goethe auch später in seine Werkausgaben aufgenommen hat, und „überlässt“ andere Lenz. Zuverlässige Kriterien für eine Unterscheidung gibt es nicht, aber einige sind mit Sicherheit für Lenz nachweisbar (siehe oben). In der älteren Literatur (und in modernen Nachdrucken davon) taucht auf Grund der oben genannten „Entdeckung“ des jungen Studenten Kruse, der sich angeblich eine handschriftliche Sammlung von Friederike zeigen ließ und diese abschrieb (das kann ein Poesiealbum der Friederike gewesen sein mit selbst abgeschriebenen Gedichten von Goethe aus dessen Briefen und von Lenz), die „Kruse-Abschrift“ auf. Dort stehen acht Texten von Goethe zwei Lenz-Gedichten gegenüber; eine gewisse Unsicherheit bleibt.
Man kann als Parallele zum grundsätzlichen Zweifel an den „Fakten“ auf Goethes sogenannte „Volkslieder aus dem Elsaß“ verweisen, die jener angeblich 1770 und 1771 im Elsass „sammelte“ und sich dabei, wie er selbst angibt, die Lieder „von den ältesten Müttergens“ vorsingen ließ. Diese kleine Goethe-Sammlung von elf (bzw. 9 mit „Zugabe“) Volksballaden (zuerst herausgegeben von Louis Pinck, 1932 und 1935) existiert in zwei untereinander abweichenden Goethe-Handschriften (eine dritte, verlorene, muss Goethes Schwester Cornelia Schlosser besessen haben). Zu einigen Texten gibt es sogar Melodien, und es sind tatsächlich einige Frühbelege jener Volksballaden dabei, aber höchstwahrscheinlich hat Goethe ein handschriftliches Liederheft, wie es vielfach bei Sängern und Sängerinnen existierte, abgeschrieben. Und er hat dazu an einer Stelle eine Variante aus dem aktuellen Gesang notiert. Er hat also zumindest einige dieser Lieder tatsächlich singen hören, aber von einer „Sammlung von Volksliedern aus dem Elsaß“, wie er selbst vorgibt (und wie man sie nach Herders Anregung vielleicht im modernen Sinne erwartet hätte), kann nicht die Rede sein.
Goethe liebte offenbar die „Mystifizierung“ seiner Werkgeschichte. Ein anderes lehrreiches Beispiel ist die Frühgeschichte des oben genannten „Heidenröslein“ Goethes. Der Text erschien zuerst 1773 anonym in: J. G. Herder, „Von deutscher Art und Kunst“ (Briefwechsel über Ossian) und, ebenfalls anonym, in Herder: „Volkslieder“, Band 2, 1779 („Fabelliedchen“, „aus dem Gedächtnis“). In Herders „Briefwechsel über Ossian“ ist der Text ein „kindliches Ritornell“ [wiederholte Refrainwörter] genannt, in Goethes Werken 1789: „Es sah ein Knab’ ein Röslein stehn, Röslein auf der Heiden ...“ nach Goethes „Einsendung“. Hier wird mit der Mystifizierung eines „Volksliedes“ gearbeitet, wie es dann die Romantiker liebten (die Sammlung „Des Knaben Wunderhorn“, 1806–1808, ist voll davon).
Es mutet fast typisch an, dass wir auch von Friederike kein authentisches Bild haben, obwohl das verbreitete zu Goethes Beschreibung gut passt. Ihr Grabstein im badischen Meißenheim mit einem weiteren, jugendlichen Bildnis wurde erst 1866 neu errichtet.

### Weitere Texte im sogenannten „Sesenheimer Liederbuch“
Fr. Pfeiffers Veröffentlichung von 1841 über Goethes Friederike war offenbar u. a. deshalb so erfolgreich, weil mit dem im Anhang dort zitierten „Sesenheimer Liederbuch“ eine Wunschvorstellung Realität wurde, der Goethe selbst durch seine Mystifizierung der Quellen Vorschub geleistet hatte, die auch Lenz durch seine Zu- und Neudichtungen kräftig nährte und welche der „Fund“ des Studenten Kruse voll zu bestätigen schien. In Pfeiffers Buch gerieten andere Liedtexte hinein, die das Durcheinander vergrößerten. Pfeiffer zitiert die Nachdichtung einer Volksballade mit dem Textanfang „Es wirbt ein schöner Knabe da überm breiten See ...“ Achim von Arnim hat diesen Text nach einem älteren Liedanfang selbst weitergedichtet und in Des Knaben Wunderhorn Band 1 (1806), S. 236, veröffentlicht. Mit Quellen bis in das 15. Jahrhundert zurück gehört der Text zum Liedtypus Es waren zwei Königskinder. Noch bis 1895 weisen wissenschaftliche Liedausgaben bei diesem Lied auf Goethes „Sesenheimer Liederbuch“ hin.
Gleicher Vorbehalt gilt für „Frag alle Bekannte, frag alle Verwandte ...“, das ist ein „Lob der deutschen Treue“, wie es zuerst 1818 veröffentlicht und anonym auf Berliner Liedflugschriften um 1820/1830 verbreitet wurde. Ein Text, den Pfeiffer ebenfalls aufnahm, „Hand in Hand! und Lipp’ auf Lippe! Liebes Mädchen, bleibe treu ...“, ist zwar tatsächlich von Goethe, hat aber wiederum mit Sessenheim nichts zu tun. Fataler ist Pfeiffers „Fälschung“ für das berühmte Lied „O Straßburg, o Straßburg, du wunderschöne Stadt, darinnen liegt begraben so mannicher Soldat ...“, das seit dem Beginn des 19. Jahrhunderts belegt ist, aber in verschiedenen, älteren wissenschaftlichen Ausgaben und in populären Gebrauchsliederbüchern (so zum Beispiel im Liederbuch Der Zupfgeigenhansl, Auflage 1919, S. 166 f.) mit dem Quellenhinweis „vor 1771“ versehen wurde, welches ebendieses „Sesenheimer Liederbuch“ bedeuten soll. Pfeiffer zitiert ebenfalls einen verbreiteten Vierzeiler, „Vom Wald bin ich kommen, wo’s stockfinster ist ...“, der damit fälschlich Goethe zugeschrieben wurde, tatsächlich ab 1824 belegt ist (und möglicherweise mit ähnlichen Varianten auf die Zeit um 1800 zurückgeht), aber auf jeden Fall nicht von Goethe ist.